# Hogaza

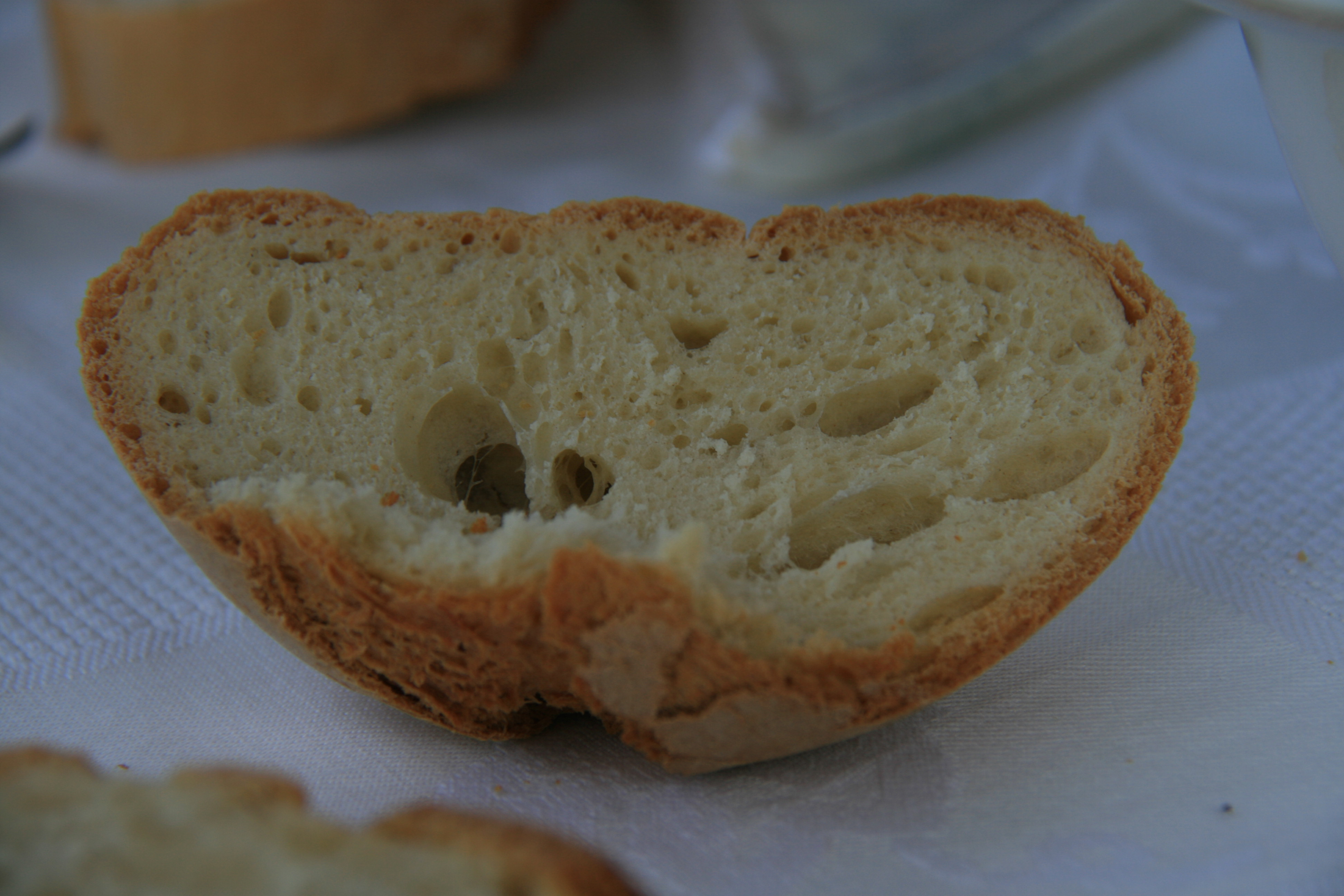
Fetta di pane tagliata.

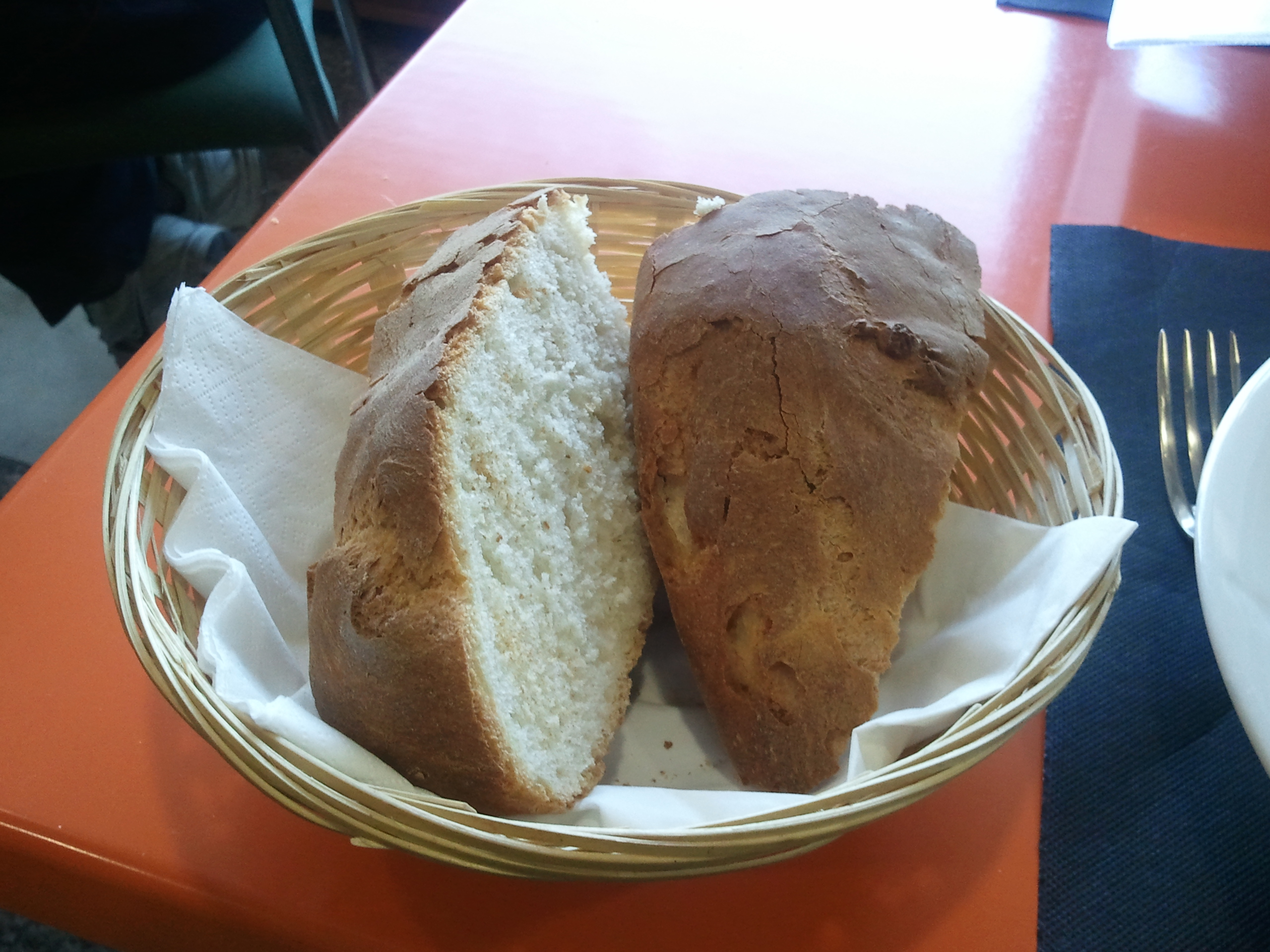
Aspecto tostado de dos rebanadas

La hogaza è un tipo di pane di grandi dimensioni caratteristico della Provincia di Zamora e di León (ma anche in genere di tutta la comunità autonoma di Castilla y León).
Nella letteratura sulla cucina spagnola ci sono abbondanti riferimenti a questo come un pane dei pastori e dei contadini.

## Caratteristiche
In origine si usava farina di segale, oggi farina di grano con una piccola percentuale di crusca e una forma pesa tra il mezzo chilo e il chilogrammo con un aspetto rotondo e schiacciato. All'esterno si presenta con una "pelle" spessa e secca e di colore scuro.
Si infornava tradizionalmente in forno a legna di brugo o di cisto ladanifero e lo si tiene per un'ora a 220°.

## Usi
Il pane serve in tavola tagliato a fette